# Clavatula hattenbergeri
Clavatula hattenbergeri é uma espécie de gastrópode do gênero Clavatula, pertencente a família Clavatulidae.